# Vlag van Heukelum

Vlag van de gemeente Heukelum
(1971-1986)

Vlag van de stad Heukelum
(sinds 1971)

Het begrip vlag van Heukelum kan zowel betrekking hebben op de gemeentevlag die van 1971 tot 1986 werd gebruikt, als op de stadsvlag van Heukelum.

## Gemeentevlag
De gemeentevlag van Heukelum was vanaf 6 mei 1971 tot 1986 de gemeentelijke vlag van de voormalige Gelderse gemeente Heukelum. Op 1 januari 1986 ging de gemeente op in de nieuw opgerichte gemeente Lingewaal, waarmee de vlag als gemeentevlag kwam te vervallen. Sinds 2019 valt Heukelum onder de gemeente West Betuwe.
De vlag kan als volgt worden beschreven:
Vluchtkepersgewijs verdeeld in blauw, wit, groen en rood in de verhouding 9:7:7:6, met de top van de witte keper op 1/24 van de vlaglengte vanaf de broeking.
Het ontwerp was van Hans van Heyningen. De kleuren zijn afgeleid van de kleuren van de oude wapens van de stad (de oorspronkelijke kleuren van het gemeentewapen: rood-wit-groen) en de heerlijkheid (rood-wit-blauw). Ook kan de vlag worden gezien als verbeelding van de geografische ligging: blauw voor de Linge, groen voor de dijk, rood voor de huizen. Het wit is om esthetische redenen tussen het blauw en het groen geplaatst. De kepers verwijzen naar de oude benaming voor het gebied: "Krommenhoek".

## Stadsvlag
De stadsvlag van Heukelum werd op 6 mei 1971 door de Nederlandse stad Heukelum in gebruik genomen, tegelijkertijd met de vaststelling van de gemeentevlag. De beschrijving luidt:
Verdeeld per keper in blauw, wit en groen, in de verhouding 5:6:1, de top van de witte keper op 1/12 van de vlaglengte aan de broeking; op 3/8 van de vlaglengte een rode schijf met een straal van 1/2 vlaghoogte, beladen met een zespuntige witte ster.
Het ontwerp was van Hans van Heyningen. De ster staat voor de Maagd Maria (een van haar namen is Sterre der Zee). Heukelum was in vroeger tijden een bedevaartsoord en er werd regelmatig een "ommegang" (pelgrimswandeling rond de stad) gehouden, die wordt weergegeven in de rode kleur. Kepers worden gesuggereerd door de oude naam van dit gebied: "Krommenhoek". De stadsvlag werd officieel aangenomen, maar nooit gebruikt.

## Verwante afbeeldingen

Wapen van Heukelum
Vlag van Spijk (West Betuwe)

Ammerzoden 
· Angerlo 
· Batenburg 
· Beesd 
· Bemmel 
· Bergh 
· Bergharen 
· Beusichem 
· Borculo 
· Brakel 
· Didam 
· Dinxperlo 
· Dodewaard 
· Dreumel 
· Echteld 
· Eibergen 
· Elst 
· Ewijk 
· Geldermalsen 
· Gendringen 
· Gendt 
· Gorssel 
· Groenlo 
· Groesbeek 
· Hedel 
· Heerewaarden 
· Hemmen 
· Hengelo 
· Herwen en Aerdt 
· Heteren 
· Heukelum 
· Hoevelaken 
· Horssen 
· Huissen 
· Hummelo en Keppel 
· Hurwenen 
· Kerkwijk 
· Kesteren 
· Laren 
· Lichtenvoorde 
· Lienden 
· Lingewaal 
· Maurik 
· Millingen aan de Rijn 
· Neede 
· Neerijnen 
· Overasselt 
· Rijnwaarden 
· Rossum 
· Ruurlo 
· Steenderen 
· Ubbergen 
· Valburg 
· Vorden 
· Wadenoijen 
· Wamel 
· Warnsveld 
· Wehl 
· Wisch 
· Zelhem 
· Zoelen
Acquoy
· Beekbergen-Lieren
· Beemte Broekland
· Bemmel
· Bennekom
· Bredevoort
· Deil
· Doornenburg
· Ederveen
· Elden
· Emst
· Enspijk
· Epse
· Gameren
· Gellicum
· Groenlo
· Harskamp
· Herwijnen
· Heukelum
· Heveadorp
· Hoenderloo
· Kerkdriel
· Klarenbeek
· Kootwijkerbroek
· Laag-Keppel
· Lathum
· Leuvenum
· Loenen
· Loil
· Meteren
· Netterden
· Oosterhuizen
· Radio Kootwijk
· Rumpt
· Schaarsbergen
· Spijk
· Stroe
· Teuge
· Uddel
· Ugchelen
· Vaassen
· Vierhouten
· Voorthuizen
· Vredenburg/Kronenburg